# Étienne Geoffroy Saint-Hilaire
Pour les articles homonymes, voir Geoffroy Saint-Hilaire, Étienne, Geoffroy et Saint-Hilaire.
Étienne Geoffroy Saint-Hilaire, né le 15 avril 1772 à Étampes et mort le 19 juin 1844 à Paris, est un naturaliste français.

## Études et débuts

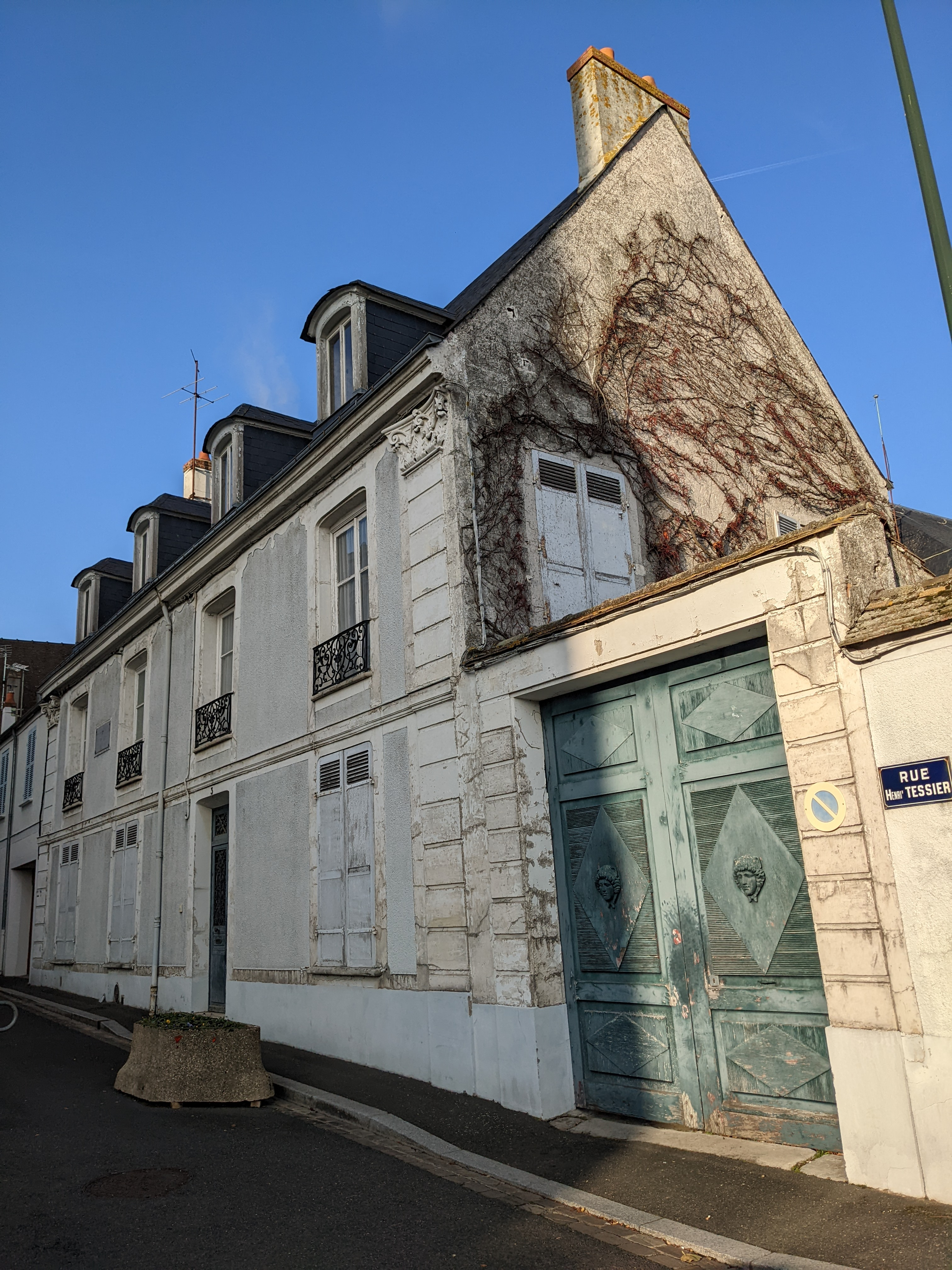
Maison natale d'Étienne Geoffroy Saint-Hilaire.

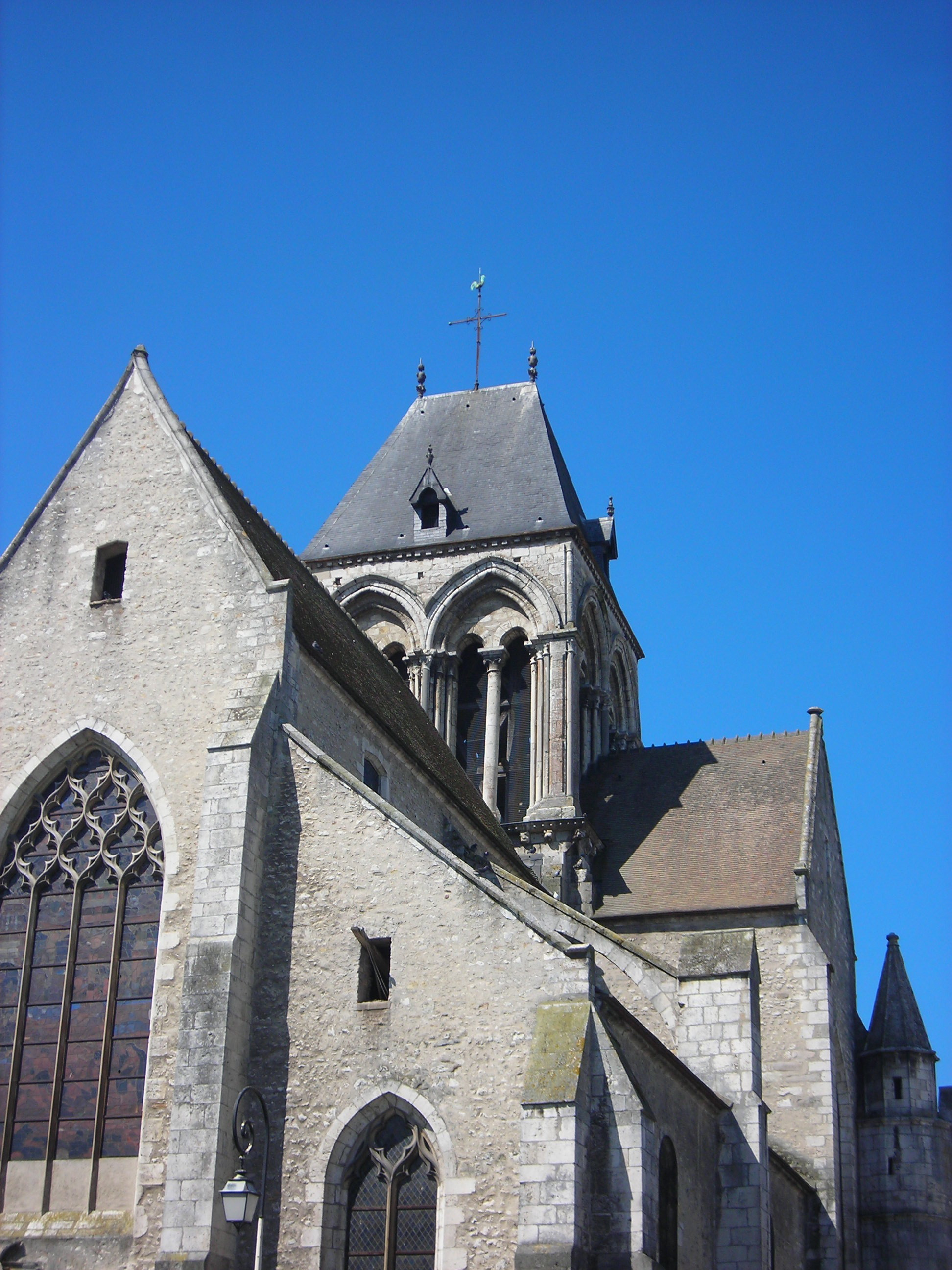
L’église Saint-Basile d’Étampes, située en face, où a été baptisé Étienne Geoffroy Saint-Hilaire.

Étienne Geoffroy Saint-Hilaire est né le 15 avril 1772 rue de la Corderie à Étampes et il est baptisé le 15 avril 1772 en l'église Saint-Basile d’Étampes. Saint-Hilaire est le nom d'un village près d'Étampes où son père avait fait l'acquisition d'une maison.
Son père, Jean Gérard Geoffroy, est avocat auprès du parlement de Paris, et sa mère se nomme Marie Anne Thérèse Brizard. Le jeune Geoffroy Saint-Hilaire se destine d'abord à une carrière ecclésiastique. Élève du collège d'Étampes, il poursuit des études au collège de Navarre à Paris. Il a comme professeur d'histoire naturelle, Mathurin Jacques Brisson. Il fréquente plusieurs scientifiques de son temps : René Just Haüy, Antoine Lavoisier et Claude Louis Berthollet. Il suit également les cours de Louis Jean-Marie Daubenton au Collège de France et d'Antoine-François Fourcroy au Jardin du roi.
En mars 1793, Louis Jean-Marie Daubenton, grâce à l'intervention de Bernardin de Saint-Pierre, lui offre le poste de sous-garde et d'assistant démonstrateur au cabinet d'histoire naturelle, laissé vacant après la démission de Bernard Lacépède. À la suite de la loi de juin 1793, Geoffroy devient l'un des douze professeurs du nouveau Muséum national d'histoire naturelle et occupe la chaire de zoologie. La même année, il s'occupe de la constitution de la ménagerie du Muséum dont il est le premier directeur.
En 1794, il entame une correspondance avec Georges Cuvier. Peu de temps après l'embauche de Cuvier comme assistant au Muséum d'histoire naturelle, Geoffroy le reçoit dans sa maison.

Ils signeront ensemble plusieurs mémoires d'histoire naturelle dont l'un, présente la classification des mammifères construite sur l'idée de subordination des caractères, fondement du système de classification de Cuvier.
C'est dans son article sur l’Histoire des makis ou singes de Madagascar, écrit en 1795, que Geoffroy exprime pour la première fois ses vues sur l'unité du plan d'organisation des êtres vivants, conception qui sera constamment exprimée dans ses œuvres ultérieures.

## Campagne d'Égypte
En 1798, Geoffroy est choisi pour participer à la grande expédition scientifique qui accompagne Bonaparte en Égypte. Durant ce voyage, il recueille de nombreuses observations zoologiques (notamment sur les reptiles et les poissons). En 1800 Il y contracte une ophtalmie qui le rend presque aveugle pendant un mois.
Il a réussi à se procurer de curieux poissons de la Méditerranée et de la mer Rouge. Des poissons souvent identiques, qui tendent à prouver que jadis les deux mers n'en faisaient qu'une.
Il va parvenir à rassembler la totalité des poissons du Nil. Parmi ceux-ci, le Polypterus bichir, une véritable nouveauté zoologique, qui aurait justifié à elle seule le voyage en Égypte. Ce poisson est exceptionnel par la manière dont les branchies s'ouvrent au-dehors et les sortes de bras qui soutiennent ses nageoires pectorales : on dirait les extrémités d'un mammifère. L'étude du polyptère lui permettra de fixer ses thèses sur l'anatomie et de publier plus tard sa célèbre Philosophie anatomique.
Il s'intéresse aux animaux sacrés momifiés depuis trente siècles. Ces animaux sont intacts. ils ont conservé tous leurs os, tous leurs poils. On s'aperçoit qu'ils sont parfaitement semblables à ceux d'aujourd'hui. Cette collection de momies va relancer le débat sur la fixité des espèces, qui oppose Cuvier à Lamarck.
En août 1801, il fait partie de ceux qui s'opposent à la demande des Britanniques de la saisie des collections rassemblées. En janvier 1802, Geoffroy retourne à Paris.

## Retour à Paris et continuation de ses recherches
Le 17 décembre 1804 (26 frimaire an XIII), Étienne Geoffroy Saint-Hilaire épouse à Paris (2e arrondissement ancien) Angélique Jeanne Louise Pauline Brière de Mondétour, fille d'Isidore-Simon Brière de Mondétour, maire du 2e arrondissement. Ils ont pour enfants un fils Isidore Geoffroy Saint-Hilaire (1805-1861), futur naturaliste lui aussi ; et deux jumelles nées en 1809.
Il est élu membre de l'Académie des sciences en septembre 1807. En mars de l'année suivante, Napoléon, qui l'avait déjà récompensé par la croix de la Légion d'honneur, le choisit pour visiter les muséums du Portugal afin de se procurer des collections d'animaux du Brésil. Face à la formidable opposition des Britanniques, il réussit à les conserver.[réf. nécessaire]
En 1809, l'année de son retour en France, il devient professeur de zoologie à la faculté des sciences de Paris et se voue entièrement à l'étude de l'anatomie.[réf. nécessaire]
En mars 1815, il demande à pouvoir examiner sur la « Vénus hottentote » « les caractères distinctifs de cette race curieuse ». Après le public des foires, c'est devant les yeux de scientifiques et de peintres qu'elle est exposée nue, transformée en objet d'étude. Peu de temps plus tard, le rapport qui en résulte compare son visage à celui d'un orang-outang. Et ses fesses à celles des femelles des singes mandrills.[réf. nécessaire]
En 1818, il publie la première partie de sa célèbre Philosophie anatomique ; la seconde est publiée en 1822. Dans Histoire naturelle des mammifères, qu'il commence à rédiger par livraisons dès 1818 (ouvrage terminé en 1842), il énonce que les organes conservent toujours les mêmes relations entre eux mais aussi qu'il ne se crée aucun organe nouveau et que lorsqu'un organe se développe cela se fait au détriment d'un autre.[réf. nécessaire]
En 1827, il est chargé d'accompagner de Marseille à Paris la girafe offerte au roi Charles X par le pacha d'Égypte Méhémet Ali. Le voyage de 880 kilomètres est effectué à pied, à partir du 20 mai 1827 et dure 41 jours, pour arriver à Paris le 30 juin 1827, accueilli par le naturaliste Georges Cuvier, directeur des jardins du roi.
En 1830, Geoffroy cherche à appliquer sa méthode aux invertébrés.
Il estime que tous les animaux sont formés des mêmes éléments, d'un nombre égal, avec les mêmes interconnexions même s'ils diffèrent en taille et en forme, la plupart demeurant dans un ordre constant.[réf. nécessaire]

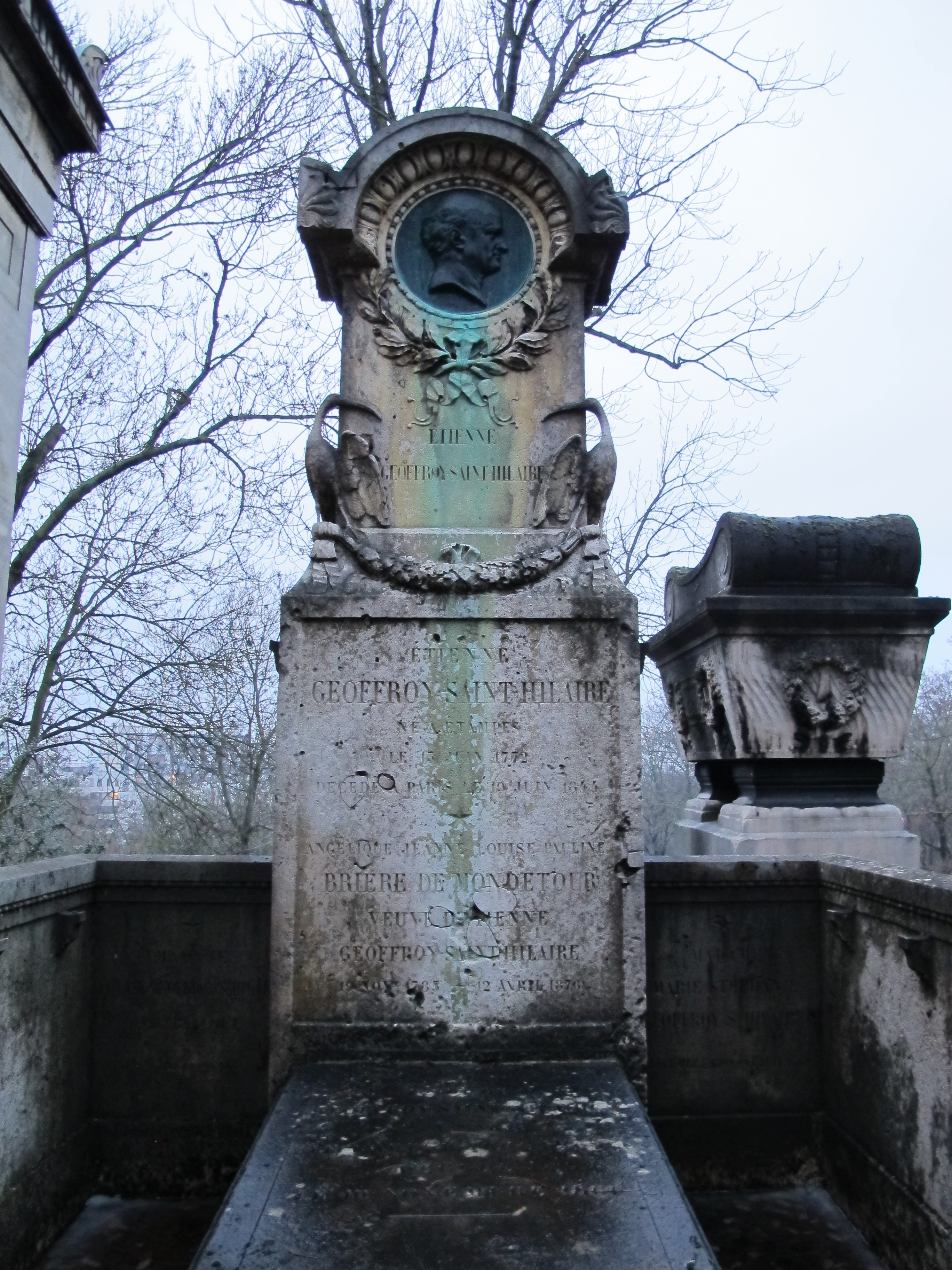
Tombe d'Étienne Geoffroy Saint-Hilaire au cimetière du Père-Lachaise à Paris.

Ses idées quant à l'évolution s'apparentent au transformisme de Lamarck et le conduisent à affronter Cuvier, résolument fixiste, devant l'Académie des sciences. On réfère aujourd'hui à un de leurs plus fameux affrontements sous le nom de la controverse des crocodiles de Caen,.
Dans la querelle qui oppose Saint-Hilaire à Georges Cuvier sur le sujet de l’unité de composition organique, Honoré de Balzac prend parti pour Saint-Hilaire : « Ce serait une erreur de croire que la grande querelle qui, dans ces derniers temps, s'est émue entre Cuvier et Geoffroy Saint-Hilaire, reposait sur une innovation scientifique […]. La proclamation et le soutien de ce système, en harmonie d'ailleurs avec les idées que nous nous faisons de la puissance divine, sera l'éternel honneur de Geoffroy Saint-Hilaire, le vainqueur de Cuvier sur ce point de la haute science, et dont le triomphe a été salué par le dernier article qu'écrivit le grand Goethe,. ». Il va par ailleurs lui dédier Le Père Goriot. Les théories de Saint-Hilaire constitueront une source d'inspiration pour Balzac qui lie écriture romanesque et scientificité, comme le suggère son Avant-Propos à la Comédie humaine, où il affirme vouloir faire une classification des types sociaux à la manière des biologistes. Il s'inspire notamment de l'idée de Saint-Hilaire selon laquelle l'évolution des êtres vivants est indissociablement liée à leur milieu, qu'il illustre notamment dans Le Père Goriot à propos de la détermination de Madame Vauquer par le milieu à la fois « physique » et « social » que constitue sa pension : « toute sa personne explique la pension, comme la pension implique la personne [...] L'embonpoint blafard de cette petite femme est le produit de cette vie, comme le typhus est la conséquence des exhalaisons d'un hôpital ».
Afin de trouver des arguments, Saint-Hilaire étudie la tératologie (ou étude des anomalies du développement embryonnaire).
Il reconnaît une action lente mais indiscutable du milieu sur l'évolution des espèces, ce qui nécessite un temps très long.

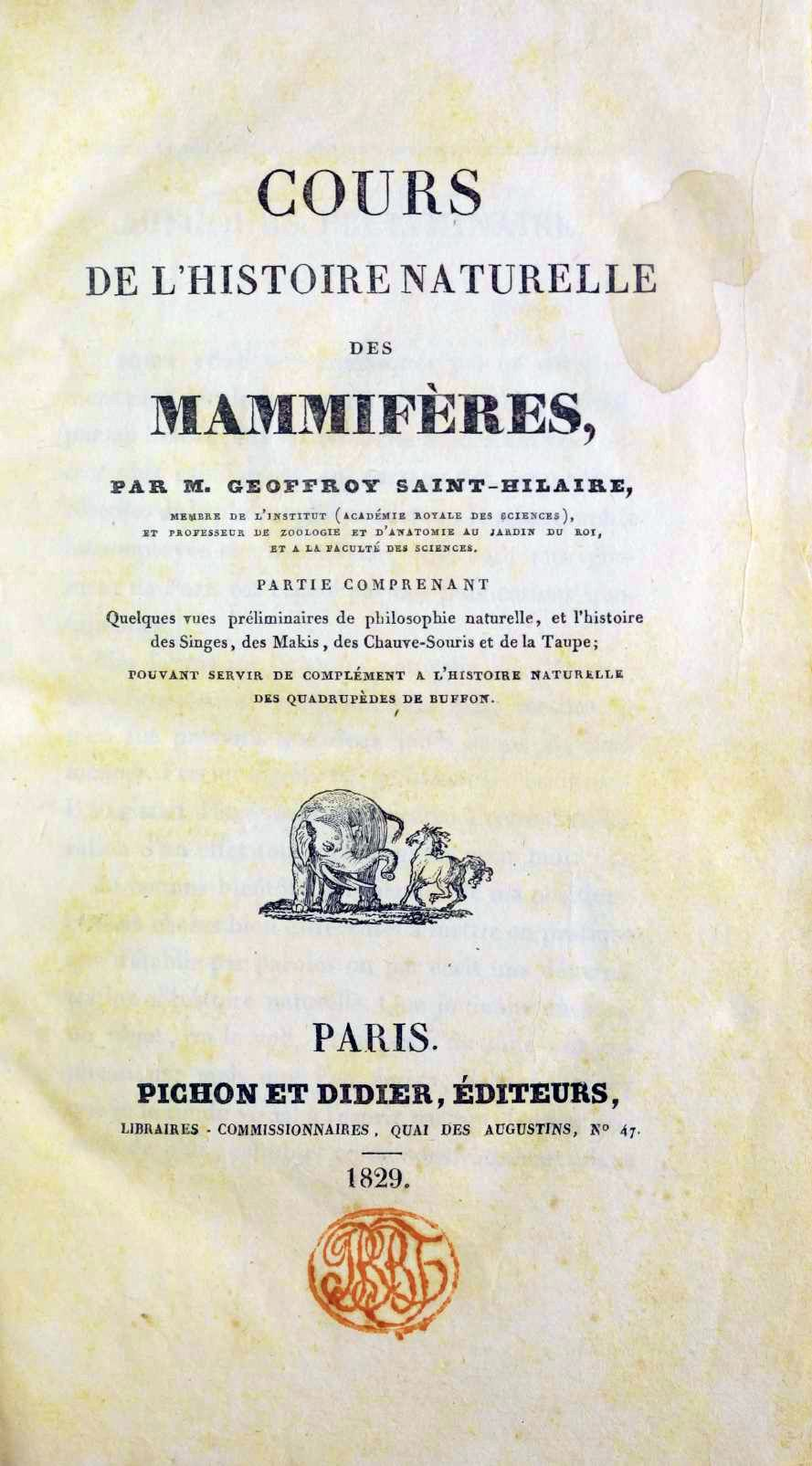
Cours de l'histoire naturelle des mammifères, 1829.

Il étudie la notion d'homologie (définie plus tard par Richard Owen), mais en utilisant le terme d'analogie, ce qui jette un pont entre l'embryologie et l'anatomie comparée.
En juillet 1840, Geoffroy devient aveugle et subit, quelques mois plus tard, une attaque qui le laisse paralysé. Faiblissant, il doit démissionner de sa chaire au Muséum en 1841 à laquelle succède son fils Isidore Geoffroy Saint-Hilaire (1805-1861).
Comme Henri Sainte-Claire Deville, son nom trop long ne lui permet pas de figurer sur la Tour Eiffel.
Étienne Geoffroy Saint-Hilaire meurt à Paris (12e arrondissement ancien) le 19 juin 1844. Il est inhumé au cimetière du Père-Lachaise (19e division),.

## Publications
- L’Expédition d’Égypte : 1798-1802, Clermont-Ferrand, Éd. Paleo, coll. « Classiques de l’histoire des sciences », 2000, 184 p., in-8° (ISBN 2-913944-21-3).
- Philosophie anatomique, I. Des organes respiratoires sous le rapport de la détermination et de l'identité de leurs pièces osseuses, Paris, Méquignon-Marvis, 1818 (lire en ligne)
- Philosophie anatomique, II. Monstruosités humaines, Paris, Imprimerie de Rignoux, 1822 (lire en ligne)
- Lettres écrites d’Égypte à Cuvier, Jussieu, Lacépède, Monge, Desgenettes, Redouté jeune, Norry…, Paris, Éd. Hachette, 1901, XXVIII-290 p., in-16° (lire en ligne). — Éd. et annotées par Ernest-Théodore Hamy.
- Rapport fait à l’Académie royale des sciences, d’après ses ordres…, sur l’histoire scientifique et militaire de l’expédition française en Égypte, Paris, Impr. de H. Dupuy, 1836, 15 p., in-8°.

- Loi universelle, attraction de soi pour soi, ou Clef applicable à l'interprétation de tous les phénomènes de philosophie naturelle, par Geoffroy St-Hilaire, étude par Maxime Vernois, 1839.

## Titre
- Chevalier Geoffroy Saint-Hilaire et de l'Empire (à la suite du décret du 26 frimaire an XII le nommant membre de la Légion d'honneur, lettres patentes du 26 octobre 1808, Paris) ;

## Distinctions
- Légion d'honneur[13] :
  - Légionnaire (26 frimaire an XII : 18 décembre 1803), puis,
  - Officier de la Légion d'honneur (29 avril 1838).

## Hommages
- (Curculionidae) Eupholus geoffroyi Guérin-Méneville (1831)

## Armoiries
| Figure | Blasonnement |
|        | Armes du chevalier Geoffroy Saint-Hilaire et de l'Empire Tiercé en bande d'or, de gueules et d'argent ; l'or à la pyramide de sable, le gueules au signe des chevaliers ; l'argent au crocodile d'azur. - Livrées : rouge, jaune, blanc et noir |